# Karla Yadira Olalde Estrada
Karla Yadira Olalde Estrada (Ciudad de México, 27 de diciembre de 1987) es una directora de cine, guionista y escritora Mexicana licenciada en Diseño y Comunicación Visual por la Universidad Nacional Autónoma de México (UNAM). Con Maestría en Cine Documental por parte del Centro Universitario de Estudios Cinematográficos .
Ha trabajado como guionista en cortometrajes como ¿Quién robó mi caparazón?, Flowers for you, 1 noviembre, un seno parte del cuerpo NO TODO, Tobari; Editora en la película Tobari, coproducida por  la Escuela Nacional de Antropología e Historia (ENAH). Fue guionista y Animadora 3D para la serie infantil Skai (web series) y creador y también director de Okotte estudio.
Ha colaborado en secciones de artículos de opinión y críticas literarias en varios medios.

## Cortometrajes
Lista de producciones Audiovisuales en la categoría Cortometraje.
| #  | Título                           | Año  | Duración | Escritor | Director | Notas |
| -- | -------------------------------- | ---- | -------- | -------- | -------- | ----- |
| 01 | anim Logo                        | 2010 | 00:01:45 | Yes      | Yes      |       |
| 02 | anim Logo                        | 2010 | 00:01:45 | Yes      | Yes      |       |
| 03 | Tobari (Docuemntal)              | 2011 | 00:01:45 | Yes      | Yes      |       |
| 04 | Hacienda                         | 2012 | 00:01:45 | Yes      | Yes      |       |
| 05 | Ajusco (Docuemntal)              | 2012 | 00:01:45 |          | Yes      |       |
| 06 | 1 noviembre                      | 2013 | 00:01:45 | Yes      | Yes      |       |
| 07 | ¿Quién robó mi caparazón?        | 2013 | 00:01:45 | Yes      | Yes      |       |
| 08 | Flowers for you                  | 2014 | 00:01:45 | Yes      |          |       |
| 09 | Hambre                           | 2015 | 00:01:45 | Yes      | Yes      |       |
| 10 | un seno parte del cuerpo NO TODO | 2017 | 00:01:45 | Yes      | Yes      |       |